# Club Me
Club Me fue el tercer EP lanzado por la banda estadounidense de punk rock The Offspring. Fue lanzado el 1 de enero de 1997. Originalmente, solo estaba disponible para los miembros del club de fanes de la banda. Las copias del EP aún se venden en la tienda del sitio web oficial de la banda. Además, fue relanzado en un paquete junto con Greatest Hits.
Club Me fue lanzado en la época de Ixnay On The Hombre. La portada del CD es una versión más grande de una de las fotografías que aparecen en la portada posterior de Ixnay On The Hombre. Sin embargo, ninguna de las canciones del EP aparecen en Ixnay On The Hombre, o en cualquier otro álbum de The Offspring. Esto es lo que diferencia a Club Me de los otros EP publicados por The Offspring (Baghdad, They Were Born to Kill y A Piece of Americana), ya que los otros contienen, al menos, una canción que aparece en uno de sus álbumes de estudio.

## Lista de canciones
| N.º                  | Título                              | Duración |  |
| 1.                   | «I Got a Right» (Cover de Iggy Pop) | 2:20     |  |
| 2.                   | «D.U.I.» (Escrita por Noodles)      | 2:26     |  |
| 3.                   | «Smash It Up» (Cover de The Damned) | 3:35     |  |
| Duración total: 8:11 |                                     |          |  |

## Créditos
- Dexter Holland - Vocalista, guitarra
- Noodles - Guitarra
- Greg K. - Bajo
- Ron Welty - Batería